# 左官科
左官科（さかんか）とは、左官技術を教える普通職業訓練の訓練科。
左官は建物外壁を関連する壁塗りなどの技術とされているが、こうした職業訓練施設の左官科は、家屋の壁・土間・外構まで全般を受け持ち、建築物の最終的な仕上げをする仕事となるため、敷地内の外構・エクステリア分野のレンガアプローチや床タイル並べやブロック積みといった工事施工技術も修得技術とされ、建築物の内壁・外壁を仕上げる他にブロック積み工事・タイル張り工事、インターロッキング工事等ができる技能者の育成を目標としている。ブロック積み・レンガ積み・タイル張りなどを基礎訓練に、実習によっては外壁の仕上げ塗り・ブロック塀・インターロッキング・カーポートまで行い、その中で建物の外壁・内壁、エクステリア外構工事などが施工できるように訓練実施される。応用としてエクステリア工事で天然石の加工まで、また訓練内容によっては資格取得に必要な教育訓練に併せて、建築物の内外装の壁塗り、エクステリア工事等の施工作業などの技能や知識習得もある。

## おもな職業訓練施設
- 北海道立旭川高等技術専門学院 左官科
- 苫小牧地方高等職業訓練校 左官科
- 宮城県仙台高等技術専門校 左官科
- 田川高等技術専門校 左官科
- 倉敷共同高等職業訓練校 左官科
- 岡山建設共同高等職業訓練校 左官科
- 京都府立福知山高等技術専門校 左官科
- 遠野職業訓練協会 左官科
- 上内左官高等職業訓練校. 左官科
- 八代高等職業訓練校普通職業訓練・左官科
- 北見地域職業訓練センター, 左官科
- 釧路地域職業訓練センター, 左官科
- 愛知県左官高等職業訓練校　左官・タイル施工科
- 名古屋建築技能大学校　短期・左官科
- 山梨県認定富士吉田共同高等職業訓練校 左官科
- 職業訓練法人 唐津高等職業訓練校 左官科
- 職業訓練法人 岩船郡村上市職業訓練協会 左官科
- 職業訓練法人 佐渡職業訓練協会 左官科
- 職業訓練法人 新井職業訓練協会 左官科
- 釜石職業訓練協会 左官科
- 浦添職業能力開発校 短期課程建築左官科
- 館林地区高等職業訓練校 左官科
- 南部高等技術専門校 ハレテク倉敷 総合左官科
- 松江高等技術校 左官技工科
- 千葉県立東金高等技術専門校 左官技術科
- 愛知建連技能専門校 左官・タイル施工科
- 高知県立中村高等技術学校 左官・タイル施工科
- 宮崎高等技術専門校 左官・タイル施工科 左官科
- 留萌地方高等職業訓練校. 左官・タイル施工科
- オオタ左官訓練センター. 左官・タイル施工科
- 玉名高等職業訓練校. 左官・タイル施工科. 短期左官科
- 都城地域高等職業訓練校 - 左官タイル施工科
- 職業訓練法人 岡崎技術工学院 左官タイル施工科
- 職業訓練法人 上越職業訓練協会上越人材ハイスクール 左官タイル施工科
- 京都左官協同組合京都府左官技能専修学院
- 宮古職業訓練センター 認定訓練. 左官・タイル施工科. 短期左官科
- 盛岡地域職業訓練センター 左官科. タイル施工科
- 鳥取県左官高等職業訓練校, 左官・タイル施工科, 短期課程,左官科
- 東京都立城東職業能力開発センター 足立校 住宅内外装仕上科
- 札幌左官高等職業訓練校, 左官・タイル施工科

## その他の施設
職業訓練施設以外に、以下の施設でも左官の学科がある。
- 金沢職人大学校本科 左官科
- 日本工科専門学校建築職人マイスター専攻科左官職人コース